# 櫻桃樹集會 (女神卡卡迷你專輯)
《櫻桃樹集會》（英語：The Cherrytree Sessions）-是美國創作歌手女神卡卡的首張EP。它是由《撲克臉》(Poker Face) 、《舞力全開》(Just Dance) 及《嗯，嗯（無話可說）》(Eh, Eh (Nothing Else I Can Say)) 三首歌曲的原聲版組成。該迷你專輯最初於2009年2月3日僅在博德斯旗下商店及線上發行，並於2010年8月重新補發行CD版。
《櫻桃樹集會》於評論家之間獲得了「普遍好評」，同時稱讚了卡卡的歌喉及三首歌曲的器樂，其中也包含了在專輯中加入了卡巴萊以及節奏口技等獨特音樂風格。專輯於墨西哥專輯榜排行第32名。

## 背景錄製
《櫻桃樹集會》是由櫻桃樹唱片公司領導人兼製作人馬汀·奇阿斯邦所設計的一系列的迷你專輯，其用意在於宣傳該品牌下的藝術家。在托尼·烏格佛的幫忙下，馬汀順利從公司品牌中獲得旗下歌手的表演錄像及音源。由於該品牌粉絲的要求，馬汀決定將其發行，並表示「我們發現自己擁有的是最棒的音源合輯 : 有些帶有舒適的感覺，有些則完全出人意料。」
卡卡於櫻桃樹集會的表演最先於該品牌網站上以影片的形式發布。在開頭中，卡卡和製作人太空牛仔躲在馬汀的辦公室 (通稱櫻桃樹屋) 中嚇馬汀。在討論過卡卡的環球經驗後，卡卡表演了聲樂版的《棕色眼眸》並使用了她首次遇到馬汀時所彈奏的鋼琴。接著與太空牛仔用鍵盤樂表演了精簡版的《舞力全開》(Just Dance) ，以及為到鋼琴及聲樂版的《撲克臉》(Poker Face) 。在這場表演錄像在櫻桃樹唱片的網站上以串流媒體的形式供觀看的同時，卡卡的歌曲《舞力全開》也在2008年於告示牌數位單曲榜上獲得冠軍。
迷你專輯中三首曲目全是從現場直接錄製，並全是選自卡卡的首張專輯 《超人氣》(2008)中獲得巨大商業成就的單曲。AllMusic在評論以合成樂作為配樂的《舞力全開》時，也對《撲克臉》的「鋼琴聲樂版」以及「卡巴萊版」進行了比較。最後一首歌，《嗯，嗯（無話可說）》(Eh, Eh (Nothing Else I Can Say)) 則用上了由太空牛仔錄製的鍵盤樂及節奏口技。

## 專業評價
| 評論得分     | 評論得分 |
| 來源         | 評分     |
| ------------ | -------- |
| AllMusic     | [ 5 ]    |
| 彭博企業     | [ 7 ]    |
| 《每日快報》 | [ 8 ]    |

《櫻桃樹集會》首先於2009年2月3號發行於美國及其他歐洲主要國家，例如法國。彭博企業的馬克·畢奇在滿分四星評級中給予《櫻桃樹集會》三星的正面評價。他稱讚卡卡的演唱能力並認為沒有什麼能比《櫻桃樹集會》 更能凸顯出「並不只有煽情的短裙及噴火的胸罩能代表女神卡卡」
《每日快報》的賽門·蓋奇在滿分五星評級中給予專輯三星的評價，並表示卡卡的演唱能力令人驚訝且「 時常被狡猾的、吸引人的歐式節奏所遮蓋，」他認為 「作為一首歌，《舞力全開》(Just Dance) 和《撲克臉》(Poker Face) 的早期版本更能凸顯出卡卡的才華。」
上述的看法也於與AllMusic的史蒂芬‧湯瑪士‧厄力懷相似，他於滿分五星評級中給予三星，並認為專輯「有效的展示出了卡卡的魅力及作曲能力。」厄力懷稱讚《嗯，嗯（無話可說）》(Eh, Eh (Nothing Else I Can Say)) 的配樂，並認為這種「精簡版本」對專輯的整體美感達到了互補的作用。
2010年8月20號，《櫻桃樹集會》於墨西哥專輯榜上排行第45名，並隨後於隔週升至32名。但無法排入告示牌專輯榜中，根據尼爾森音樂統計顯示，該迷你專輯於2010年9月為止於美國出售9千份。

## 唱片曲目
| 曲序     | 曲目                    | 词曲                          | 製作人        | 时长 |
| -------- | ----------------------- | ----------------------------- | ------------- | ---- |
| 1.       | （鋼琴 & 聲樂版）       | 女神卡卡 RedOne               | 馬汀·奇阿斯邦 | 3:39 |
| 2.       | （精簡版）              | 女神卡卡 RedOne 阿利安·提阿姆 | RedOne 馬汀   | 2:06 |
| 3.       | （電子琴 & 節奏口技版） | 女神卡卡 馬汀                 | 馬汀          | 3:03 |
| 总时长： | 总时长：                | 总时长：                      | 总时长：      | 8:48 |

## 製作人員
資料源自AllMusic以及專輯內頁。
- 瑪麗·法戈特 – 藝術總監
- 文森·赫伯特 – 執行製作人，A&R
- 馬汀·奇阿斯邦 – 製作，A&R
- 女神卡卡 – 主唱
- 米諾 – 攝影
- RedOne – 作曲
- 太空牛仔 – 節奏口技
- 托尼·烏格瓦爾 – 錄音工程、音源混音

## 排行榜
| 榜單 (2010年)                   | 最高名次 |
| ------------------------------- | -------- |
| 墨西哥專輯榜 (墨西哥熱門百強榜) | 32       |

## 發行歷程
| 地區                  | 日期          | 形式        | 公司                                                              |
| --------------------- | ------------- | ----------- | ----------------------------------------------------------------- |
| 加拿大                | 2009年2月3 日 | 數位下載    | 環球唱片                                                          |
| 美國                  | 2009年2月3 日 | 數位下載    | Streamline Kon Live  櫻桃樹唱片  新視鏡 |
| 美國 (僅於博德斯販售) | 2009年3月3日  | CD          | Streamline Kon Live  櫻桃樹唱片  新視鏡 |
| 美國                  | 2010年8月3日  | CD          | Streamline Kon Live  櫻桃樹唱片  新視鏡 |
| 法國                  | 2010年8月3日  | CD          | Streamline Kon Live  櫻桃樹唱片  新視鏡 |
| 德國                  | 2010年8月3日  | CD          | Streamline Kon Live  櫻桃樹唱片  新視鏡 |
| 英國                  | 2010年8月3日  | CD          | Streamline Kon Live  櫻桃樹唱片  新視鏡 |
| 加拿大                | 2010年8月10日 | CD          | 環球                                                              |
| 墨西哥                | 2010年8月10日 | CD 數位下載 | 環球                                                              |

## 資料來源
1. 1 2  . Universal Music.   [August 13, 2010]. （原始内容存档于2016-03-04）.
2. 1 2 3  Phoenix, Helia. . Hachette UK. 2010: 42. ISBN 978-1-409-115700.
3. 1 2  Kierszenbaum, Martin. . Cherrytree Records. March 22, 2011  [May 15, 2012]. （原始内容存档于2013-11-02）.
4. ↑  . Vevo.   [August 13, 2010]. （原始内容存档于2013-11-03）.
5. 1 2 3 4  Erlewine, Stephen Thomas. . AllMusic.   [May 11, 2012]. （原始内容存档于2015-11-26）.
6. 1 2   (音像媒体说明). Lady Gaga. Santa Monica, California: Streamline Records, KonLive Records, Cherrytree Records, Interscope Records. p. 2, Special thank you. 2009. B0012675-32IN02.
7. 1 2  Beech, Mark. . Bloomberg L.P. August 3, 2010  [August 14, 2010]. （原始内容存档于2010-08-06）.
8. 1 2  Gage, Simon. . Daily Express. July 30, 2010  [August 14, 2010]. （原始内容存档于2013-11-02）.
9. ↑  Commins, Linda. . The Intelligencer & Wheeling News Register. July 5, 2009  [October 31, 2013]. （原始内容存档于2013-11-02）.
10. ↑  . PureCharts. Charts In France. August 13, 2010  [October 31, 2013]. （原始内容存档于2018-12-28） （法语）.
11. ↑  . AMPROFON. Hung Medien.   [September 2, 2010]. （原始内容存档于November 2, 2013） （西班牙语）.
12. ↑  Grein, Paul. . Yahoo!. September 8, 2010: 2  [September 9, 2010]. （原始内容存档于2010-10-07）.
13. ↑  . AllMusic.   [August 13, 2010].
14. ↑  . mexicancharts.com. Hung Medien.   [June 24, 2017]. （原始内容存档于March 21, 2012）.
15. ↑  . iTunes Store.   [August 14, 2010]. （原始内容存档于2012-11-09）.
16. ↑  . iTunes Store.   [August 14, 2010]. （原始内容存档于2018-12-29）.
17. ↑  . Amazon.com.   [August 14, 2010]. （原始内容存档于2016-04-11）.
18. ↑  . Amazon.com.   [September 4, 2010]. （原始内容存档于2012-12-09）.
19. ↑  . Amazon.com.   [September 4, 2010]. （原始内容存档于2016-01-10）.
20. ↑  . Amazon.co.uk.   [November 5, 2012]. （原始内容存档于2019-04-10）.
21. ↑  . Amazon.com.   [August 14, 2010]. （原始内容存档于2016-04-11）.
22. ↑  . Mixup.   [August 14, 2010]. （原始内容存档于August 15, 2010）.
23. ↑  . Saharis.   [August 15, 2010]. （原始内容存档于July 15, 2011）.

## 額外連結
- The Cherrytree Sessions （页面存档备份，存于） at Ladygaga.com
- The Cherrytree Sessions （页面存档备份，存于） at MTV